# U-God
Леймонт Джоді Гокінс (англ. Lamont Jody Hawkins; нар. 10 листопада 1970, Бруклін, Нью-Йорк, США), більш відомий як U-God, — американський репер і член хіп-хоп колективу Wu-Tang Clan. Він працює з групою з моменту її заснування і відомий своїм глибоким голосом і ритмічним потоком, який може чергуватися між грубим і плавним.

## Раннє життя
Хокінс народився в Браунсвіллі, Бруклін, Нью-Йорк. У юності він переїхав на Стейтен-Айленд. Спочатку він був бітбоксером для Cappadonna і дружив з майбутніми учасниками Wu-Tang Clan Method Man, Inspectah Deck і другом дитинства Raekwon. За деякий час до того, як учасники гурту об’єдналися, U-God навчався репу в Каппадонна. Невдовзі він подружився з RZA та Ghostface Killah, і почав римувати під псевдонімом Golden Arms, заснованим на фільмі про кунг-фу Kid with the Golden Arm. Пізніше він змінив своє ім’я на U-God (що є скороченням від його праведного імені п’ятивідсоткової нації «Універсальний Бог Аллах»).

## Музична кар'єра
17 квітня 1992 року U-God був засуджений за звинувачення у зберіганні вогнепальної зброї та наркотиків і умовно-достроково звільнений у січні 1993 року. Його ув'язнення не дозволяло йому здебільшого відвідувати сеанси запису дебютного альбому групи Enter the Wu-Tang (36 Chambers), його участь в альбомі складалася лише з короткого бриджа на дебютному синглі групи «Protect Ya Neck» та улюбленого фанатами початкового куплету на «Da Mystery of Chessboxin'». Тим не менш, після звільнення він швидко став відомий фанатам завдяки своєму жорсткому флоу і басовому голосу на треках Ву, таких як «Winter Warz», «Knuckleheadz», «Investigative Reports» і «Black Jesus». Він був значною мірою представлений у другому альбомі групи Wu-Tang Forever, на якому він був одним із чотирьох учасників групи, які отримали сольний трек — «Black Shampoo» (інші — Inspectah Deck із «The City», RZA із « Sunshower» і Ol' Dirty Bastard з «Dog Shit»).
U-God був восьмим учасником групи, який записав сольний альбом, випустивши Golden Arms Redemption у 1999 році на Priority Records, який відображав широке розмаїття звуків від суворого блексплуатаційного фанку до струнних секцій. Альбом включав два сингли: «Dat's Gangsta» і «Bizarre». Пісня «Rumble» була використана як основна пісня для відеогри Wu-Tang: Shaolin Style. «Bizarre» дебютував під номером 7 у Billboard Hot Rap Singles, але незабаром після цього Priority Records був на межі закриття. Тим не менш, альбому вдалося стати золотим за продажами. Завдяки початковому успіху U-God зміг відкрити власний лейбл Suppa Nigga Productions. Він випустив свій другий альбом Mr. Xcitement у 2005 році.
У 2009 році U-God випустили альбом Dopium і головний сингл «Wu-Tang» за участю Method Man. В альбомі взяли участь Sheek Louch, Джим Джонс, Рейквон, Ghostface Killah, GZA, Cappadonna, Method Man, Killah Priest і Scotty Wotty, а продюсером виступили Bloody Beat Roots, Felix Cartel і Large Professor. У 2013 році U-God анонсували новий альбом The Keynote Speaker, продюсером якого виступив RZA, який також був виконавчим продюсером альбому. Альбом був випущений 23 липня 2013 року лейблом RZA Soul Temple Records за участю Styles P, Kool Keith, Method Man, RZA, GZA та Inspectah Deck.
13 грудня 2016 року U-God випустив через обліковий запис SoundCloud Babygrande Records пісню «Venom» і оголосив, що незабаром вийде його новий альбом, також під назвою Venom. 25 вересня 2017 року він додав твіт, у якому повідомив, що закінчив свою автобіографію під назвою «Raw: My Journey Into The Wu-Tang» і вона вийде разом із його новим альбомом у березні 2018 року. 2 лютого 2018 року він випустив безкоштовний мікстейп Bring Back God II через платформу DatPiff. Venom був випущений 30 березня 2018 року і дебютував під №34 у чарті реп-альбомів США.

## Особисте життя
Приблизно під час запису альбому Wu Tang Forever його дворічного сина Dontae (тепер хіп-хоп виконавець як iNTeLL) по дорозі на вечірку вразила випадкова куля, внаслідок чого у нього були пошкоджені нирки та руки.

## Дискографія
Студійні альбоми
- Golden Arms Redemption  (1999)
- Mr. Xcitement (2005)
- Dopium (2009)
- The Keynote Speaker (2013)
- Venom (2018)

Спільні альбоми
- UGodz-Illa Presents: The Hillside Scramblers спільно з The Hillside Scramblers (2004)

## Зовнішні посилання
- U-God на сайті IMDb (англ.)
- NPR interview, March 2, 2018